# Côte de les Hauts
De Côte de les Hauts is een heuvel in Saint-Sauveur, gemeente Frasnes-lez-Anvaing, in het Pays des Collines in de Belgische provincie Henegouwen, iets ten zuiden van Ronse .

## Wielrennen
De helling wordt in diverse wielerwedstrijden beklommen. Ook zit ze in de bewegwijzerde Route des Collines voor recreatieve fietsers.
Er zijn 3 verschillende flanken om de top te bereiken:
- De beklimming vanuit het zuidwesten wordt officieel aangeduid als 'Beau-Site Sud-Ouest' (ref. Cotacol-encyclopedie). Het steilste deel van deze zijde bestaat uit kasseien, het laatste deel uit een betonweg die langzaam oploopt naar de top. In 2009 maakte deze klim deel uit van de wielertoeristentocht Rit van de Gouverneur. De helling werd tevens in Dwars door Vlaanderen opgenomen toen deze nog Dwars door België heette. In 2020 wordt ze voor de 1e maal beklommen door Kuurne-Brussel-Kuurne en wordt ze in het wedstrijdboek aangeduid als Mont Saint-Laurent, ook in 2021, 2022 en 2023 is ze opgenomen. Dwars door de Vlaamse Ardennen doet deze helling ook aan en duid deze eveneens aan als Mont Saint-Laurent.
- De beklimming vanuit het noordwesten wordt officieel aangeduid als 'Beau-Site Nord-Ouest' of als 'Les Hauts' (ref. Cotacol-encyclopedie). De weg aan deze zijde bestaat uit asfalt die vrij gelijkmatig omhoog loopt. Deze klim maakt vrijwel jaarlijks deel uit van de wielertoeristentocht Zomergem-Roubaix-Zomergem. Ook wordt ze vaker opgenomen in de Eurométropole Tour.
- De beklimming vanuit het noorden wordt aangeduid als 'L'Arabie'. De weg aan deze zijde bestaat uit asfalt. Deze beklimming is langer dan de andere zijden en bijgevolg iets minder steil. Ze loopt door een natuurlijk gebied. Deze klim maakt deel uit van de wielertoeristentocht Grinta! Challenge - La Tournay.